# Max Fleischer (Botaniker)
Max Fleischer (* 4. Juli 1861 in Piaśniki, Oberschlesien; † 3. April 1930 in Menton, Frankreich) war ein deutscher Maler und Botaniker. Sein botanisches Kürzel lautet M.Fleisch.

## Leben
Fleischer wurde als Sohn von Wilhelm Fleischer und Pauline Brettschneider in Oberschlesien geboren. Er studierte von 1879 bis 1881 Kunst in Breslau, Berlin und München. 1881 legte er in München das Zeichenlehrerexamen ab. 1887 ging Fleischer nach Paris und in die Bretagne, gefolgt von einem Aufenthalt 1889 in der Schweiz. Nach 5-jährigem Aufenthalt in Italien ging er 1898 nach Java, um für die holländische Regierung Bilder für die Weltausstellung Paris 1900 anzufertigen. 1903 kehrte er nach Europa zurück und ließ sich in Berlin nieder. Weiter Aufenthalte in Südfrankreich, Java, Mazedonien und auf den Kanarischen Inseln folgten.

## Kunst

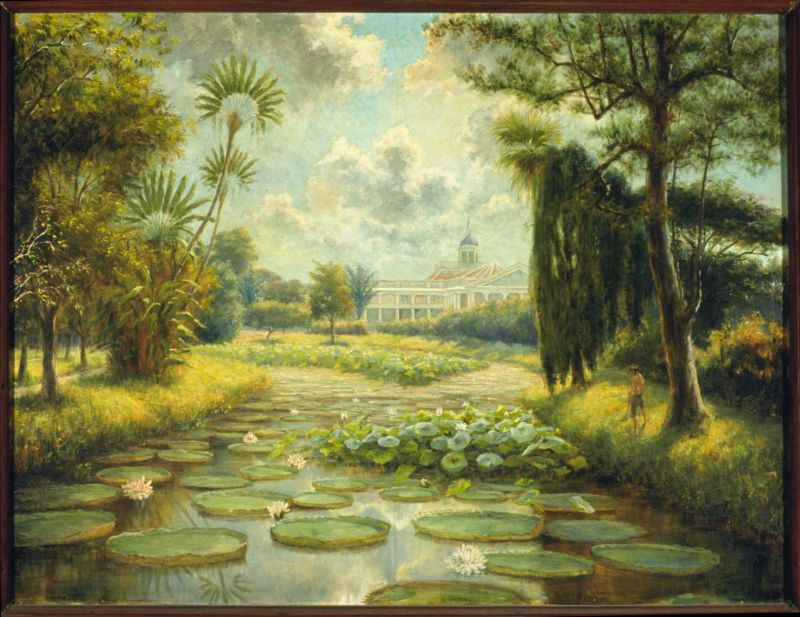
Ölgemälde des Botanischen Gartens von Bogor von Max Fleischer

Fleischers frühe Arbeiten sind geprägt von nackten Körpern im Sonnenlicht im Sinne der impressionistischen Freilichtmalerei. Später verfolgte Fleischer eine gemäßigte expressionistische Richtung. Auch versuchte Fleischer die indonesische Batik-Kunst in Deutschland zu etablieren.

## Botanik
Fleischer entdeckte die kleinen, männlichen Gametophyten mancher Moose (Zwergmännchen) und stellte in seinem Werk Die Musci der Flora von Buitenzorg ein neues Laubmoossystem auf, welches unter anderem auch von Viktor Ferdinand Brotherus (1849–1929) übernommen wurde. Fleischer bevorzugte in seinem System die Sporophyten und das Peristom als Einteilungsmerkmal für die Moose.

## Galerie

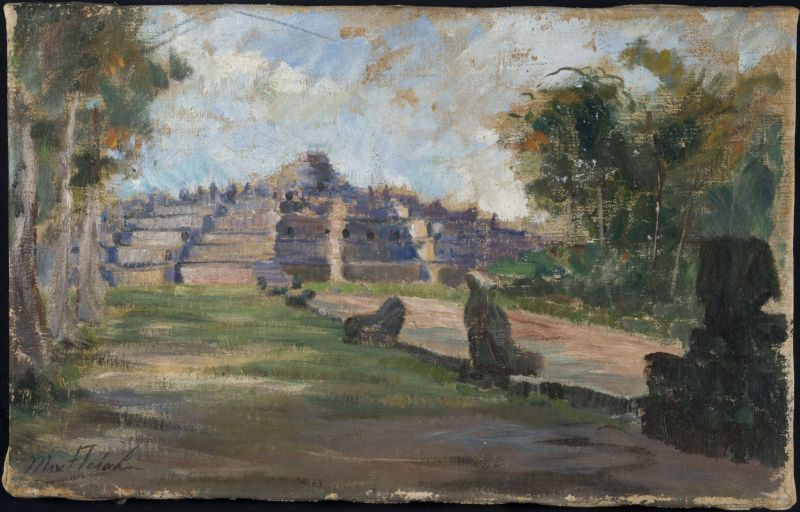
Malerei von Borobudur
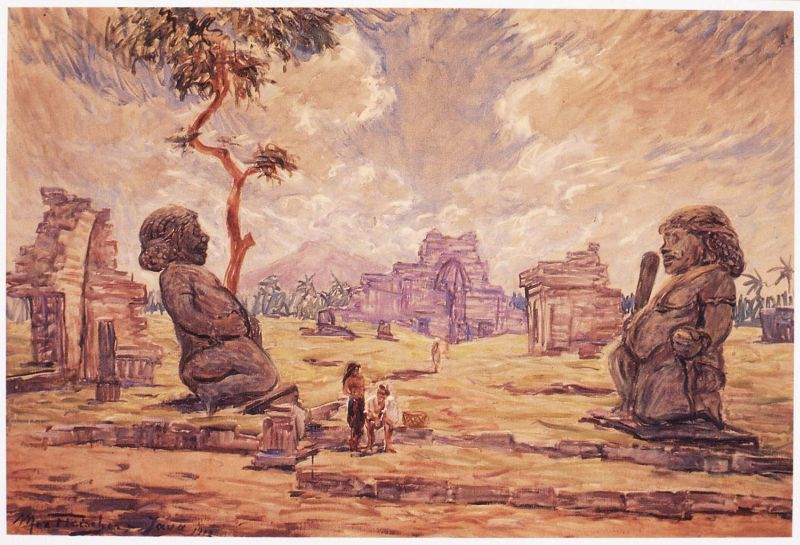
Ruinen von Candi Sewu
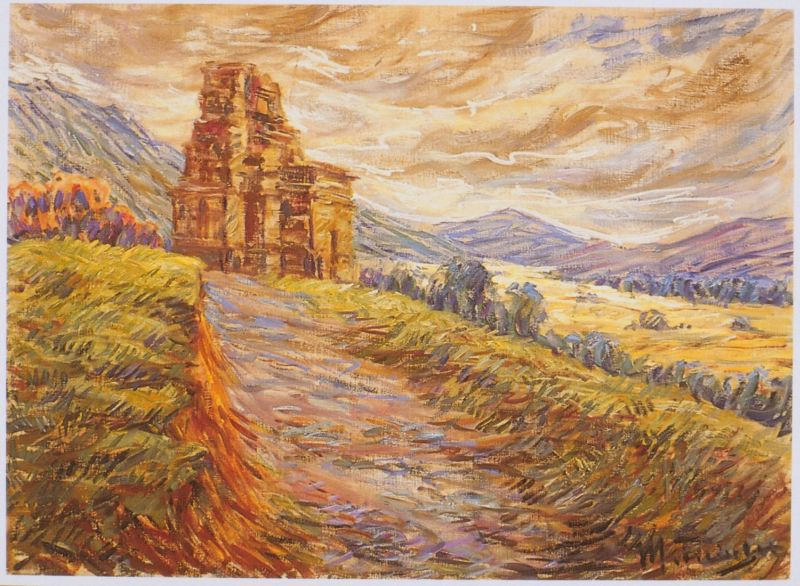
Malerei von Candi Bima, Dieng Plateau
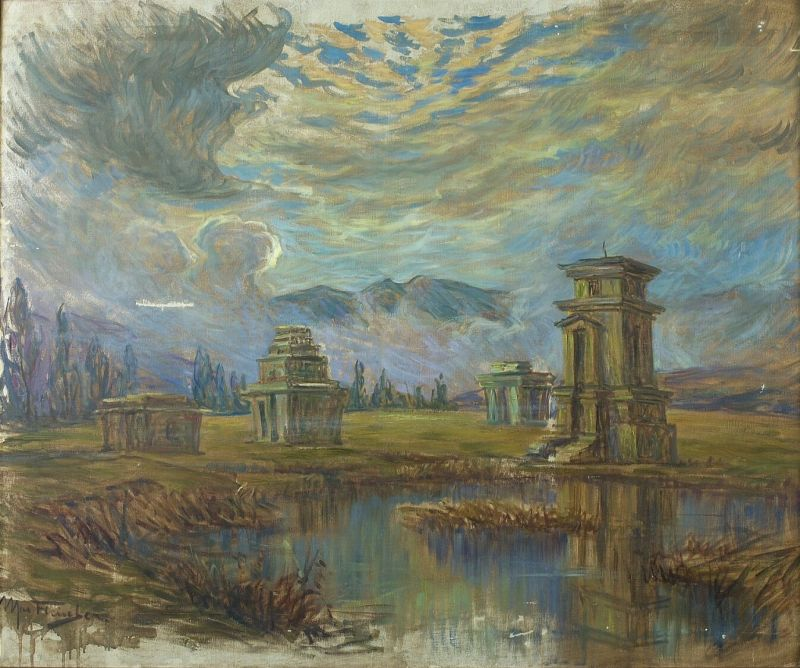
Candi Arjuna in Dieng Plateau
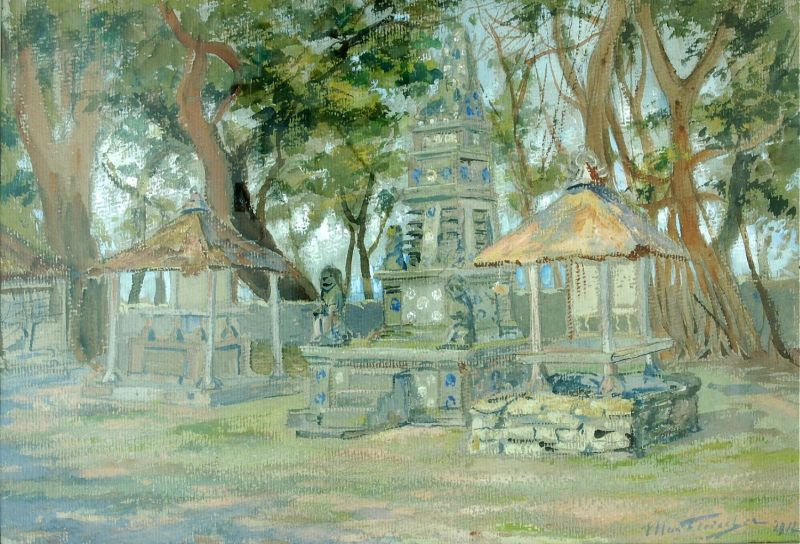
Malerei der Balinesischen Tempel
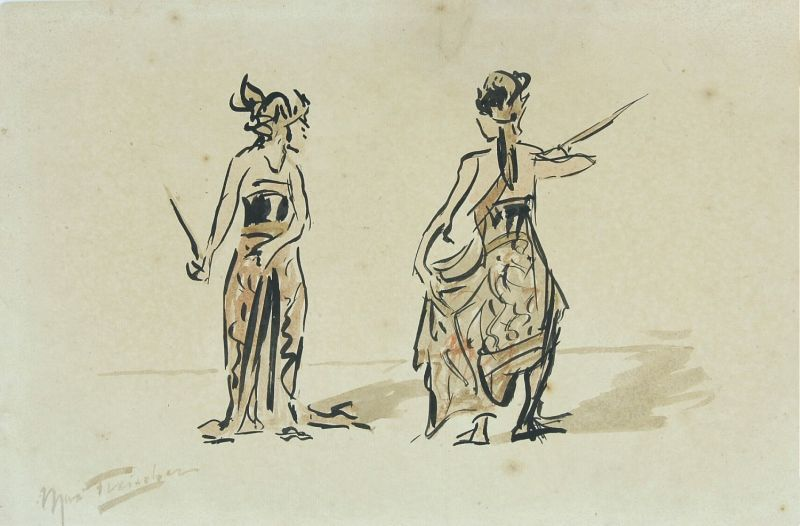
Porträt der Javanischen Tänzerin
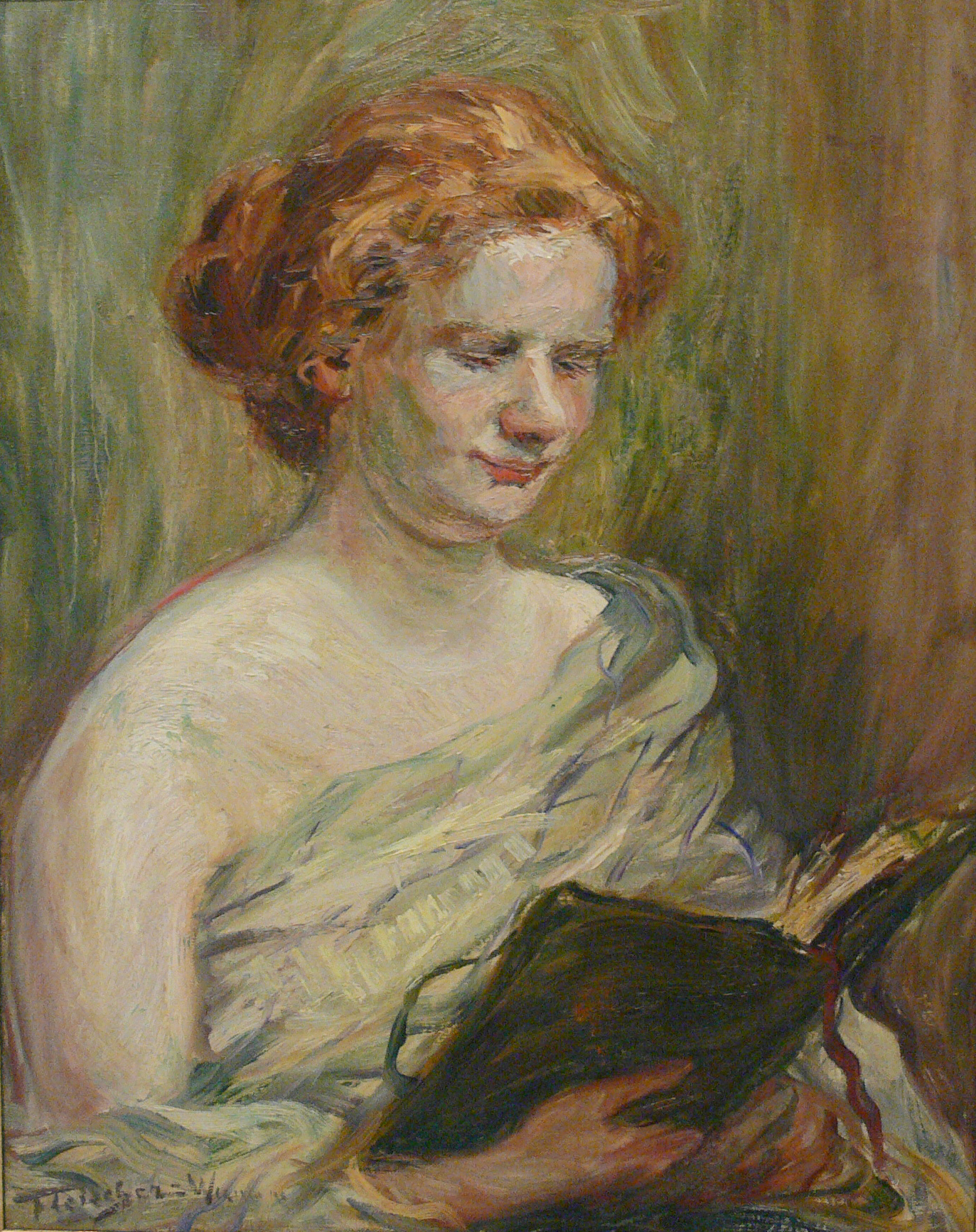
Porträt einer Studentin

## Quelle
- Helmut Dolezal: Fleischer, Max. In: Neue Deutsche Biographie (NDB). Band 5, Duncker & Humblot, Berlin 1961, ISBN 3-428-00186-9, S. 232 (Digitalisat).